# ۳۵۵۱ ورنیا
ورنیا ۳۵۵۱ (به انگلیسی: 3551 Verenia، نامگذاری:1983RD) سه هزار و پانصد و پنجاه و یکمین سیارک کشف شده‌است که در ۱۲ سپتامبر ۱۹۸۳ کشف شد.
ورنیا ۳۵۵۱ یک سیارک آموری و متقاطع مریخ است که در ۱۲ سپتامبر ۱۹۸۳ توسط روی اسکات دانبار کشف شد. هرچند ورنیا در قرن بیستم از فاصله ۴۰ گیگامتری زمین گذشت، اما در قرن بیست و یکم این نزدیکی تکرار نخواهد شد. این سیارک در سال ۲۰۲۸ به ۰٫۰۲۵ واحد نجومی سرس خواهد رسید.
ورنیا ۳۵۵۱ برای اولین باکره وستالی که توسط پادشاه افسانه‌ای روم نوما پمپیلیوس تقدیس شد نامگذاری شد.
قدر مطلق سیارک برابر ۱۶٫۷۵ است.